# رحمت‌آباد (فردوس)
روستای رحمت‌آباد، روستای کوچکی است در دهستان باغستان از توابع بخش اسلامیه شهرستان فردوس که در فاصله ۱۵ کیلومتری شمال شرقی شهر فردوس و در نزدیکی باغشهر باغستان واقع شده‌است.
بر اساس سرشماری سال ۱۳۹۵، جمعیت این روستا، ۱۶ نفر بوده‌است.